# Отиновци
Отиновци су насељено мјесто у Босни и Херцеговини у општини Купрес које административно припада Федерацији Босне и Херцеговине. Према попису становништва из 1991. у насељу је живјело 186 становника.

## Становништво
Према попису 1991. укупно: 186
| Националност | 1991.        |
| Хрвати       | 143 (76,88%) |
| Срби         | 38 (20,43%)  |
| Муслимани    | 5 (2,68%)    |
| Укупно       |              |